# Adolphe d’Archiac

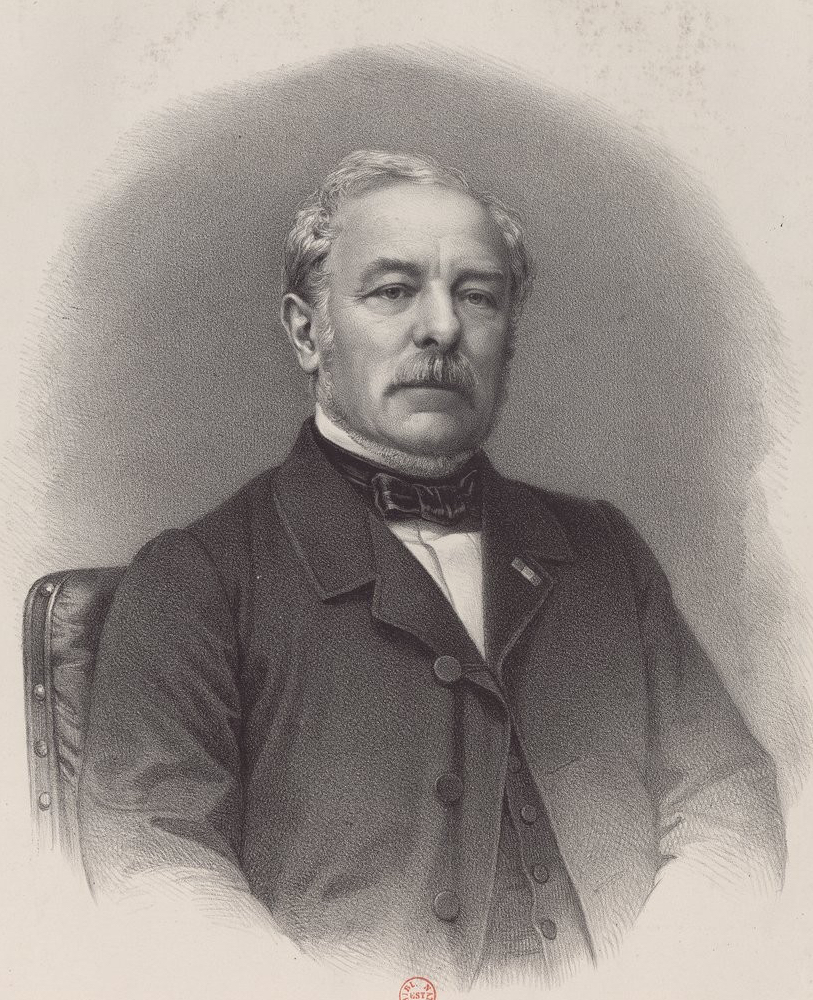
Adolphe d'Archiac

Adolphe d’Archiac, mit vollem Namen Étienne Jules Adolphe Desmier de Saint-Simon, Vicomte d’Archiac, (* 24. September 1802 in Reims; † 24. Dezember 1868 in Paris) war ein französischer Geologe und Paläontologe. Er leistete Pionierarbeit bei der geologischen Erforschung Europas und beschrieb zahlreiche Fossilien. Sein botanisches Autorenkürzel lautet „D'Archiac“.

## Leben
Geboren in Reims, erhielt er seine Erziehung an der Militärschule Saint-Cyr, und diente neun Jahre lang als Kavallerieoffizier. Während seiner Dienstzeit war er zwar schriftstellerisch tätig, aber sein Interessensgebiet war nicht die Wissenschaft: 1828 veröffentlichte er eine dreibändige historische Romanze, in der der muselmanische Prinz Zizim das byzantinische Reich erobert, und 1930 eine Studie über die Entwicklung der Literatur und Sitten seit dem Fall Napoleons. Nach dem Ende der Julirevolution von 1830 quittierte er den Dienst und wandte sich der Geologie und Paläontologie zu. Nach drei Jahrzehnten geologischer Forschung, die ihm Zuspruch von den Größen der französischen Geologie wie Alexandre Brongniart, Armand Dufrénoy und Léonce Élie de Beaumont brachten, wurde d’Archiac 1861 als Nachfolger von Alcide Dessalines d’Orbigny zum Professor der Paläontologie am Muséum national d’histoire naturelle ernannt.
Vor dem vermuteten Hintergrund einer bestehenden Depression beging er am Weihnachtsabend 1868 Selbstmord, indem er sich in die Seine stürzte und ertrank.

## Wirken
D’Archiacs frühe Forschung Mitte der 1830er Jahre konzentrierte sich auf das Tertiär und die Kreide Frankreichs, Belgiens und Englands, im Speziellen auf die Verteilung und Abfolge der Fossilien. Im Rahmen dieser Arbeiten formulierte er einige grundlegende Gesetzmäßigkeiten über das Auftreten von Fossilien in der geologischen Überlieferung, vor allem in der zusammen mit Édouard de Verneuil verfassten Arbeit On the Fossils of the older Deposits in the Rhenish Provinces über das Rheinische Schiefergebirge. Später dehnte er seine Arbeit auf das Karbon, das Devon und das Silur aus. 1847 publizierte er den ersten Band seines umfangreichen Werkes Histoire des progrès de la géologie de 1834 à 1859, das zwischen 1847 und 1860 in Bänden erschien. 1867 veröffentlichte er zusammen mit Jules Haime (1824–1856) eine Monographie der Nummuliten-Formation von Indien. Von seinen Publikationen in den 1860er Jahren seien stellvertretend die Paléontologie stratigraphique in drei Bänden erwähnt (1864 und 1865), das Lehrbuch Géologie et paléontologie von 1866 sowie seine paläontologischen Beiträge zu Pjotr Alexandrowitsch Tschichatschows Asie mineure aus demselben Jahr.

## Ehrungen
1844, 1849 und 1854 war d’Archiac Vorsitzender der Société géologique de France. 1857 erhielt er die Wollaston-Medaille der Geological Society of London und wurde im gleichen Jahr zum Mitglied der Académie des sciences gewählt. 1861 erhielt er das Offizierskreuz der Ehrenlegion. Er ist Namensgeber für den Mount D’Archiac in den neuseeländischen Südalpen.